# Liegnitz Ritter-Akademie

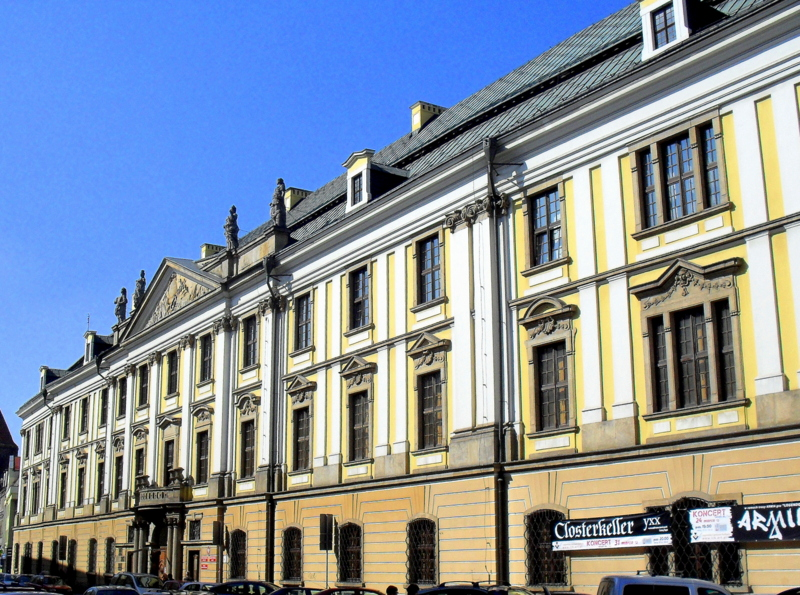
Liegnitz Ritter-Akademie

Liegnitz Ritter-Akademie hay học viện hiệp sĩ là một trường học dành cho những người con trai của giới quý tộc Silesia và tầng lớp quý tộc nhỏ được thành lập vào thế kỷ XVII tại Liegnitz, Phổ. Nó tồn tại cho đến năm 1945 và sau đó trở thành một trường trung học phổ thông sau khi Ba Lan chiếm đóng Hạ Silesia.

## Lịch sử
Công tước của Liegnitz, George Rudolf († 1653) của triều đại Piast, chết mà không có con. Ông đã để lại trong di chúc năm 1646 một số phương tiện đáng kể để thành lập một trường học dành cho những chàng trai Tin lành cao quý đến từ Silesia, dưới sự quản lý của Liegnitz Johanniskirche thông qua Johannisstiftung. Sau cái chết của cháu trai George William I của Liegnitz Brieg Wohlau (sinh năm 1660, công tước 1672-1675), người cai trị cuối cùng ở Piast, lãnh thổ của ông đã bị Habsburg chiếm giữ như một phần của cuộc cải cách chống Công giáo của người Silesia. Tài sản của Johannisstiftung đã bị hoàng đế chiếm giữ và Johanniskirche được trao lại cho Dòng Tên. Chỉ sau khi hội nghị Altranstaedter năm 1708, tài sản của Johannisstifung một lần nữa được phát hành cho một trường học mới dành cho tầng lớp quý tộc, với số lượng bằng nhau cho các bé trai của cả hai tầng lớp. Tòa nhà chính của Ritter-Akademie được xây dựng vào những năm 1726 - 1738 theo phong cách baroque dưới sự thiết kế của kiến trúc sư Joseph Emanuel Fischer von Erlach. Học sinh mặc đồng phục màu xanh với cổ áo màu vàng và cổ tay áo màu vàng, có mũ màu xanh vàng, nhưng không có vũ khí.
Năm 1811, học viện mở cửa cho những người không thuộc giới quý tộc, và đến năm 1901, nó trở thành một trường quốc gia tồn tại cho đến năm 1945. Từ năm 1945 đến năm 1992, đây là trụ sở của quân đội Liên Xô đóng tại Silesia, ngày nay là một phần của Ba Lan. Tòa nhà đã được khôi phục lại.

## Giáo viên và nhân sự cấp cao
- 1708: August Bohse (1661-1740), từ 1708 một giáo sư tại Ritter-Akademie
- 1788: Karl Abraham baron von Zedlitz (1731-1793), bộ trưởng giáo dục và luật pháp của Phổ (từ 1770), từ 1788 đến 1789, giám đốc của Ritter-Akademie
- 1815: Friedrich Karl Hermann Kruse (1790-1866), nhà sử học, vào khoảng năm 1815, một giáo viên tại Ritter-Akademie
- 1818: Carl Friedrich Mosch (1784-1859), nhà khoáng vật học, người soạn thảo và là một nhà văn, từ năm 1818 đến khi nghỉ hưu năm 1835, giáo viên của ông tại Ritter-Akademie
- 1910: Ernst Count von Carmer-Zieserwitz (1861-1922) của Hans
- 1910: Antonius Dietrich von Auer (1860-1923), thiếu tá người Phổ, vào khoảng năm 1910, thống đốc của Ritter-Akademie